# Santa Catharina (1868)
Santa Catharina (сучасним правописом, Santa Catarina) був шостим та останнім річковим монітором типу «Пара», побудованим для ВМС Бразилії під час Війни Потрійного альянсу.

## Історія служби
Монітор «Санта-Катаріна» був закладений в Арсеналі де Марінья да Корте в Ріо-де-Жанейро 8 грудня 1866 року під час Парагвайської війни, в якій Аргентина та Бразилія стали союзниками проти Парагваю. Він був спущений на воду 5 травня 1868 року, введений в експлуатацію наступного місяця. Корабель добрався до Парагваю в середині 1868 року, коли війна закінчувалася. 29 квітня 1869 р. «Санта-Катаріна» разом із однотипними кораблями «Піауї» та «Сеара» прорвали парагвайські загородження в Гуарайо і відігнали їх захисників. Монітор надавав вогневу підтримку армії до кінця війни. Після війни його включили до складу флотилії Мато-Гроссо. Пришвартована для ремонту в 1882 році «Санта-Катаріна» затонула біля причалу через поганий стан корпусу. Остаточна доля корабля невідома.